# Cryptocelis
Cryptocelis är ett släkte av plattmaskar. Cryptocelis ingår i familjen Cryptocelidae.
Kladogram enligt Catalogue of Life:
| Cryptocelis | \| \| Cryptocelis alba \| \| \| \| \| \| Cryptocelis compacta \| \| \| \| \| \| Cryptocelis occidentalis \| \| \| \| |
|             | \| \| Cryptocelis alba \| \| \| \| \| \| Cryptocelis compacta \| \| \| \| \| \| Cryptocelis occidentalis \| \| \| \| |
|             | Longiprostatum |
|             | |
|             | Marcusia |
|             | |
|             | Phaenocelis |
|             | |
|             | Cryptocelis alba |
|             | |
|             | Cryptocelis compacta                                                                                                 |
|             | |
|             | Cryptocelis occidentalis                                                                                             |
|             | |

|  | Cryptocelis alba         |
|  |                          |
|  | Cryptocelis compacta     |
|  |                          |
|  | Cryptocelis occidentalis |
|  |                          |